# Gregorio González Nicolini
Gregorio González Nicolini (Caracas, 22 de mayo de 1974) es un cineasta y analista financiero chileno nacido en Venezuela.

## Formación
Nacido en Caracas de padres chilenos, es sobrino de Roberto Nicolini, figura de la televisión chilena. Volvió con su familia a Santiago de Chile en 1989, donde cursó estudios secundarios en el colegio San Ignacio. Se titula de Ingeniero Civil Matemático en la Facultad de Ciencias Físicas y Matemáticas de la Universidad de Chile, experiencia que inspira su primer cortometraje Examen. En 2005, funda LVA Índices, empresa pionera en América Latina en índices de renta fija.

## Cine
Trabajó como guionista para la productora Roos Films en las series documentales de TVN Los Patiperros y Crónicas. Filmó su segundo cortometraje 2 (2002) con los actores Marcelo Alonso y Alessandra Guerzoni. En 2007 fue productor ejecutivo del largometraje La Nana, ganadora del premio a la mejor película internacional en el Festival Sundance. En 2009 fundó su propia empresa productora, Forastero.
En 2012 se estrenaron en Chile dos largometrajes en los que hizo de productor: El circuito de Román, estrenada en el Festival Internacional de Cine de Toronto, y De jueves a domingo, esta última ganadora del Tigre del Festival Internacional de Cine de Róterdam. Posteriormente produjo No soy Lorena, estrenada también en el Festival Internacional de Cine de Toronto, y Aurora, estrenada en el Festival Internacional de Cine de Busan.